# Pristina longidentata
Pristina longidentata är en ringmaskart som beskrevs av Harman 1965. Pristina longidentata ingår i släktet Pristina och familjen glattmaskar. Inga underarter finns listade i Catalogue of Life.